# Fabián Lannutti
Fabián Luis Lannutti (28 de julio de 1964) es un deportista argentino que compitió en judo. Ganó una medalla de bronce en los Juegos Panamericanos de 1983, y dos medallas de bronce en el Campeonato Panamericano de Judo de 1985.

## Palmarés internacional
| Juegos Panamericanos    | Juegos Panamericanos | Juegos Panamericanos | Juegos Panamericanos |
| Año                     | Lugar                | Medalla              | Categoría            |
| ----------------------- | -------------------- | -------------------- | -------------------- |
| 1983                    | Caracas (Venezuela)  | Medalla de bronce    | –95 kg               |
| Campeonato Panamericano |                      |                      |                      |
| Año                     | Lugar                | Medalla              | Categoría            |
| 1985                    | La Habana (Cuba)     | Medalla de bronce    | –95 kg               |
| 1985                    | La Habana (Cuba)     | Medalla de bronce    | Abierta              |